# Eyalet de Kastamonu
1827–1864
Entités précédentes :
- Eyalet d'Anatolie

Entités suivantes :
- Vilayet de Kastamonu

L'eyalet ou pachalik de Kastamonu est une province de l'Empire ottoman située en Anatolie, sur le mer Noire, créée en 1827 par division de l'ancien eyalet d'Anatolie. Sa capitale était Kastamonu (Kastamuni, Castemol ou Kastamboli dans les sources anciennes). La réforme administrative de 1864, qui transforme les eyalets en vilayets, en fait le vilayet de Kastamonu.

## Histoire

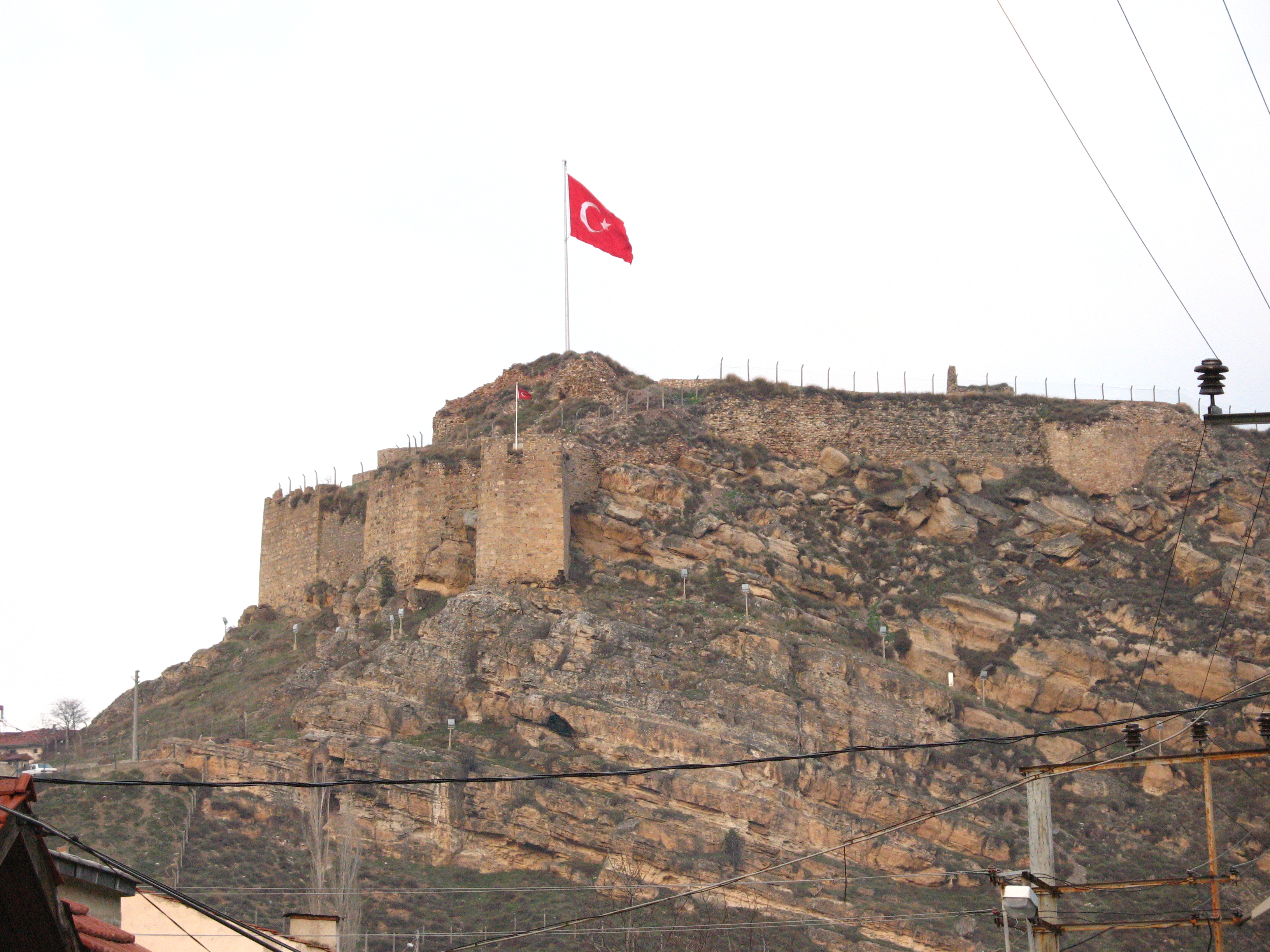
Château de Kastamonu, 2007.

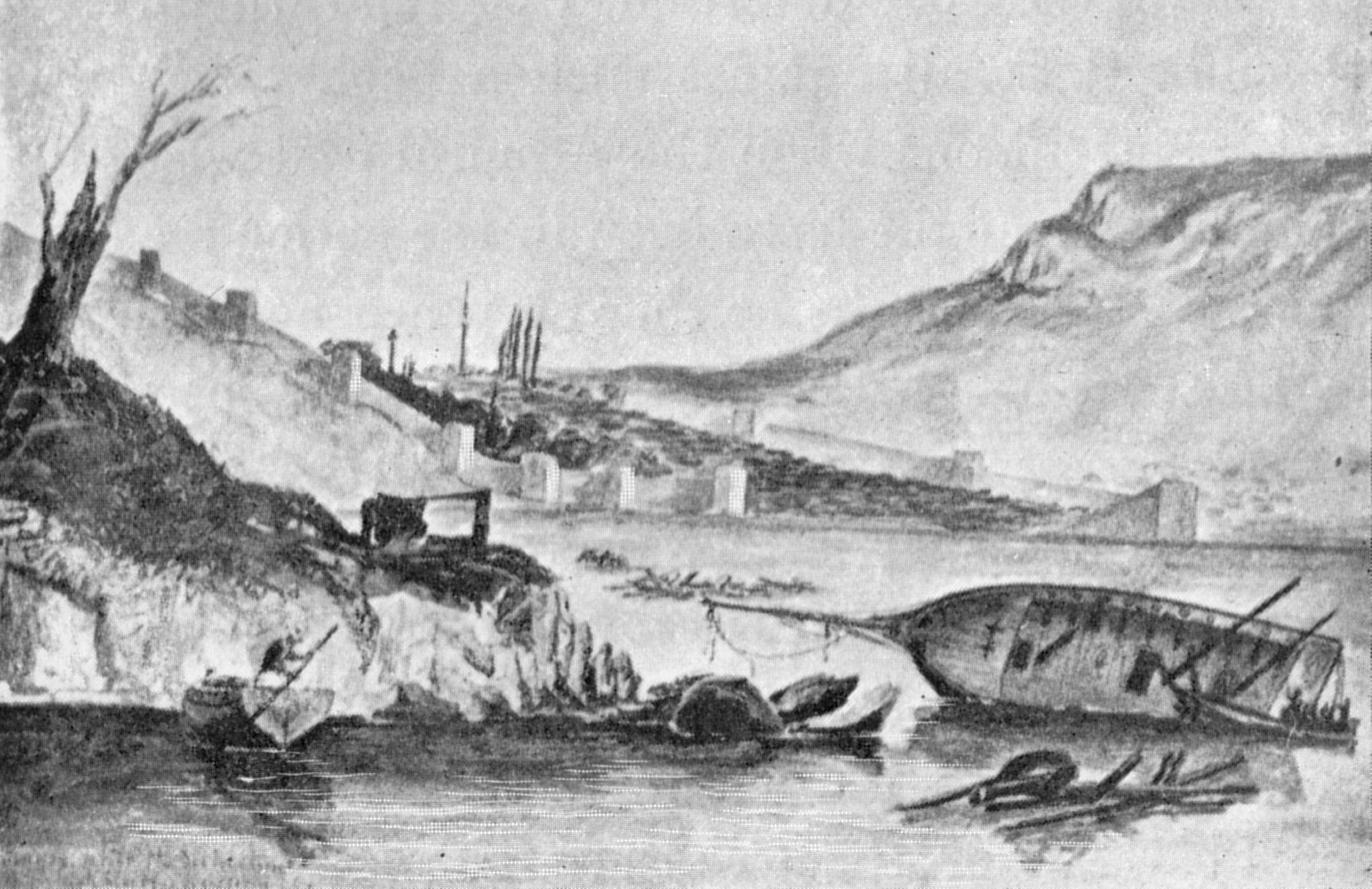
Le port de Sinope après l'attaque de la flotte russe, dessin de George Tryon, 1854.

Ancienne citadelle des Comnène sous l'Empire byzantin, des sultans seldjoukides de Roum, puis siège de l'émirat turkmène de Candar, Kastamonu est conquise par le sultan ottoman Bajazet Ier en 1397, prise par Tamerlan à l'issue de la bataille d'Ankara (1402), reconquise par Mehmed II en 1459-1460. Elle devient le chef-lieu d'un sandjak rattaché au beylerbeylik d'Anatolie. Elle compte alors 62 mosquées, 16 médersa, 12 couvents de derviches, 4 bibliothèques et 30 tombes de saints. La citadelle, siège d'une garnison ottomane, est abandonnée et tombe au ruines au début du XIXe siècle. Située à l'écart des voies commerciales, elle est visitée pour la première fois par un voyageur occidental, John Macdonald Kinneir, agent de la Compagnie britannique des Indes orientales, en 1814. La population de la ville de Kastamonu, estimée à 50 000 habitants en 1658, est tombée à 12 000 habitants turcs et 40 familles arméniennes au début du XIXe siècle. Un pont ancien traverse le Karasu (Gökırmak (en)) près du bourg de Taşköprü, l'ancienne Pompéiopolis de Paphlagonie (en). İnebolu, débouché portuaire de Kastamonu, exporte du bois de construction, du cuivre et du chanvre.
Au milieu du XIXe siècle, Sinope, le principal port de la province, compte 5 300 habitants dont 3 140 Turcs et 2 160 Grecs. Le port de Sinope, bien abrité, est le meilleur de la région avec İnebolu mais ses échanges se font presque uniquement avec Constantinople, Trébizonde et les régions côtières faute de bonnes routes vers l'intérieur. En 1856, il voit passer 100 navires à vapeur et 50 à voile britanniques, 70 navires à vapeur et 10 à voile autrichiens. Les importations sont surtout de denrées coloniales, objets manufacturés et charbon, les exportations de bœufs, chevaux, cuirs et bois. Sinope sert de base à la marine ottomane qui y a construit un arsenal.
En 1853, l'attaque de Sinope par la marine impériale russe marque le début de la guerre de Crimée (1853-1856).

## Subdivisions
Au milieu du XIXe siècle, l'eyalet de Kastamonu est divisé en sandjaks (districts) qui sont :
- Sandjak de Bolu
- Sandjak de Kastamonu
- Sandjak de Viranşehir (près d'Eskipazar)
- Sandjak de Sinope

### Sources et bibliographie
- (en) Cet article est partiellement ou en totalité issu de l’article de Wikipédia en anglais intitulé « Kastamonu Eyalet » (voir la liste des auteurs) dans sa version du 26 septembre 2015.
- E. J. Brill, First Encyclopaedia of Islam, 1913-1936, Volume 4, art. Kastamuni
- Conrad Malte-Brun, Précis de la géographie universelle, Volume 8, Paris, 1835
- Dictionnaire universel, théorique et pratique du commerce et de la navigation - H-Z, Paris, 1861, art. Sinope
- Bernard Camille Collas, La Turquie en 1864, Paris, 1864